# USS Delegate (AM-217)
USS Delegate (AM-217) trałowiec typu Admirable służący w United States Navy w czasie II wojny światowej. Służył na Pacyfiku.
Okręt został zwodowany 28 marca 1943 w stoczni Tampa Shipbuilding Co., Inc. w Tampa, matką chrzestną była L. Bourget. Jednostka weszła do służby 30 kwietnia 1945, pierwszym dowódcą został Lieutenant N. W. Millard, USNR.
Brał udział w działaniach II wojny światowej. Oczyszczał z min wody Dalekiego Wschodu po wojnie. Przekazany poprzez Departament Stanu Republice Chińskiej. Tam przemianowany na „Yung Ho” (PF-53). Skreślony z listy 1 września 1962.

## Odznaczenia
„Delegate” otrzymał 1 battle star za służbę w czasie II wojny światowej.